# Cal Ros (Gisclareny)
Cal Ros és una masia de Gisclareny (Berguedà) inclosa a l'Inventari del Patrimoni Arquitectònic de Catalunya.

## Descripció
Masia de planta rectangular coberta a dues aigües amb teula àrab i el perpendicular a la façana de ponent. La façana principal era arrebossada però degut al seu abandó l'ha anat perdent progressivament. Les obertures es reparteixen a banda i banda de la porta central i als diferents nivells i encara conserven les llindes de pedra. Prop de la masia hi ha els coberts i pallisses de la mateixa època.

## Història
Construïda a finals del segle xvii o principis del segle xviii al peu del camí de Gisclareny al veïnat de Vilella, és deshabitada des de la guerra civil (1936- 1939). Formava part del terme de Sant Miquel de Turbians.